# Gill Stadium
 (avril 2025).
Si vous disposez d'ouvrages ou d'articles de référence ou si vous connaissez des sites web de qualité traitant du thème abordé ici, merci de compléter l'article en donnant les références utiles à sa vérifiabilité et en les liant à la section « Notes et références ».
Le Gill Stadium est un stade de baseball, d'une capacité de 3 700 places, situé à Manchester, ville de l'État du New Hampshire, aux États-Unis.

## Histoire
Construit en 1913, il est considéré comme le plus ancien stade de baseball en béton et acier de la Nouvelle-Angleterre hors agglomération de Boston. Il a été le domicile de plusieurs clubs de baseball professionnels, le club le plus récent étant les Fisher Cats du New Hampshire évoluant en Ligue de l'Est.